# Tom Nolan (US-amerikanischer Schauspieler)
Tom Nolan (* in Indianapolis, Indiana) ist ein US-amerikanischer Schauspieler und Sänger.

## Leben
Nolan debütierte 1979 in den Spielfilmen Yanks – Gestern waren wir noch Fremde und Beggarman, Thief als Schauspieler. Ab Mitte der 1980er Jahre war er in unregelmäßigen Abständen in Film- und Fernsehserien zu sehen. 1984 übernahm er die Rolle des Antagonisten in Rock Aliens, wo ihm seine Gesangskenntnisse zugutekamen. Von 1989 bis 1991 verkörperte er in der Sitcom Mein Vater ist ein Außerirdischer die Rolle des Mick in insgesamt 18 Episoden. Mit der Jahrtausendwende zog er sich vom Schauspiel zurück, um mehr Zeit für die Musik zu haben.
Er ist Frontman und Sänger der nach ihm benannten Musikgruppe Tom Nolan Band.

## Filmografie
- 1979: Yanks – Gestern waren wir noch Fremde (Yanks)
- 1979: Beggarman, Thief (Fernsehfilm)
- 1982: Ich glaub’, ich steh’ im Wald (Fast Times at Ridgemont High)
- 1983: For Love and Honor (Fernsehserie, Pilotfolge)
- 1984: Rock Aliens (Voyage of the Rock Aliens)
- 1984: Studentenfutter U.S.A. (Up the Creek)
- 1984: Jesse (Fernsehserie, 9 Episoden)
- 1985: Der Falke und der Schneemann (The Falcon and the Snowman)
- 1985: Der ausgeflippte College-Geist (School Spirit)
- 1986: Simon & Simon (Fernsehserie, Episode 5x20)
- 1987: California Clan (Fernsehserie, Episode 1x734)
- 1988: Dead Heat
- 1988: Tequila Sunrise
- 1989: Süßer Vogel Jugend (Sweet Bird of Youth) (Fernsehfilm)
- 1989–1991: Mein Vater ist ein Außerirdischer (Out of This World) (Fernsehserie, 18 Episoden)
- 1990: Stimme des Todes (Lisa)
- 1990: Blue Heat – Einsame Zeit für Helden (The Last of the Finest)
- 1990: Pretty Woman
- 1990: Filofax – Ich bin du und du bist nichts (Taking Care of Business)
- 1990: Fremde Schatten (Pacific Heights)
- 1992: Bed of Lies (Fernsehfilm)
- 1993: Bigfoot und die Hendersons (Harry and the Hendersons) (Fernsehserie, 2 Episoden)
- 1993: The Thing Called Love – Die Entscheidung fürs Leben (The Thing Called Love)
- 1995: Unter Anklage – Der Fall McMartin (Indictment: The McMartin Trial) (Fernsehfilm)
- 1995: Straße der Rache (White Man’s Burden)
- 2000: Wunder auf der Überholspur (Miracle in Lane 2)